# Balti (cuisine)
Pour les articles homonymes, voir Balti.
Un balti (ourdou : بلتی) est un type de curry servi dans un mince wok en acier. Il est servi dans les restaurants du Royaume-Uni. Son nom semble avoir son origine dans le plat de métal dans lequel le curry est cuit, plutôt que dans ses techniques ou ses ingrédients spécifiques. Un balti est cuit en utilisant de l'huile végétale plutôt que du beurre clarifié, le ghee, à feu vif à la manière d'un sauté et la viande est totalement utilisée, os compris. Cette méthode de cuisson diffère fortement du curry indien traditionnel qui est mijoté lentement toute la journée. La sauce du balti est à base d'ail et d'oignons, avec du curcuma et du garam masala parmi d’autres épices.
Le balti semble être arrivé en Angleterre à Birmingham en 1971. Une théorie voit son origine au Baltistan, dans le nord du Pakistan.

## Origine et étymologie
Le balti doit son nom à la casserole d’acier ou de fer dans lequel il est cuit. Ce mot existe en ourdou, hindi et bengali et signifie « seau ». Ce mot a été développé par emprunt au portugais balde, qui signifie  « seau », et qui a voyagé vers l’Asie du Sud via les entreprises maritimes portugaises du début du XVIe siècle. On peut en déduire que le mot a fait son chemin dans la langue anglaise pendant le Raj britannique.
Selon la théorie de Pat Chapman, un historien de la nourriture, l’origine du mot peut être attribuée à la région frontalière avec la Chine du Baltistan, dans le nord du Pakistan, où un wok en fonte, similaire au wok chinois, est utilisé pour la cuisson.

## Balti houses
Le balti est apparu sur la table des restaurants de Birmingham dans les années 1970. Les restaurants le proposant sont nommés balti houses. Ils étaient regroupés initialement le long et derrière la route principale entre Sparkhill et Moseley, au sud du centre-ville de Birmingham. Cette zone, comprenant Ladypool Road, Stoney Lane et Stratford Road, est encore parfois appelée le Balti Triangle et contient une forte concentration de balti houses. Le 28 juillet 2005, une tornade a causé d'importants dommages aux bâtiments dans le Triangle, forçant de nombreux restaurants à fermer. La plupart ont rouvert au début de 2006. Les balti houses se sont maintenant étendues au-delà du triangle, et peuvent également être trouvées dans le sud de Birmingham, le long de Pershore Road dans Stirchley. Lye, près de Stourbridge à l'ouest de Birmingham, est devenu connu sous le nom Balti Mile avec jusqu'à une douzaine de restaurants regroupés le long de la High Street.
La nourriture et son style de présentation se sont avérées très populaires dans les années 1980 et leur popularité a encore augmenté dans les années 1990. Des balti houses ont progressivement été ouvertes à travers les Midlands de l'Ouest, puis une grande partie de la Grande-Bretagne. En dehors de la Grande-Bretagne, il y a un petit nombre de balti houses en Irlande et dans de nombreux autres pays anglo-saxons, en particulier en Nouvelle-Zélande et en Australie.
Depuis la fin des années 1990, les supermarchés britanniques proposent une gamme croissante de balti pré-emballés et le secteur de la restauration de balti a depuis fait face à l'évolution des goûts des clients ainsi qu’à une concurrence croissante du secteur de la distribution et d'autres restaurants d'Asie du Sud et traditionnels indiens.